# Хошке-Дар'я
Хошке-Дар'я (перс. خشكه دريا) — село в Ірані, у дегестані Шандерман, у бахші Шандерман, шагрестані Масал остану Ґілян. За даними перепису 2006 року, його населення становило 5 осіб, що проживали у складі 4 сімей.

## Клімат
Середня річна температура становить 8,41°C, середня максимальна – 23,96°C, а середня мінімальна – -9,41°C. Середня річна кількість опадів – 350 мм.
| Клімат поселення                              | Клімат поселення | Клімат поселення | Клімат поселення | Клімат поселення | Клімат поселення | Клімат поселення | Клімат поселення | Клімат поселення | Клімат поселення | Клімат поселення | Клімат поселення | Клімат поселення | Клімат поселення |
| Показник                                      | Січ.             | Лют.             | Бер.             | Квіт.            | Трав.            | Черв.            | Лип.             | Серп.            | Вер.             | Жовт.            | Лист.            | Груд.            |                  |
| Середній максимум, °C                         | 2,43             | 4,14             | 5,91             | 12,58            | 17,86            | 22,08            | 23,96            | 23,70            | 19,76            | 15,66            | 10,84            | 5,21             |                  |
| Середня температура, °C                       | −3,49            | −1,77            | −0,02            | 6,67             | 11,94            | 16,16            | 19,36            | 19,10            | 15,15            | 11,04            | 6,24             | 0,60             |                  |
| Середній мінімум, °C                          | −9,41            | −7,7             | −5,95            | 0,74             | 6,02             | 10,22            | 14,74            | 14,48            | 10,54            | 6,44             | 1,62             | −4,01            |                  |
| Норма опадів, мм                              | 29               | 32               | 51               | 53               | 40               | 15               | 12               | 10               | 17               | 30               | 28               | 33               |                  |
| Середньомісячна швидкість вітру, м/с          | 2.00             | 2.46             | 2.60             | 2.78             | 2.32             | 2.15             | 2.22             | 2.12             | 1.93             | 1.89             | 2.20             | 1.98             |                  |
| Середньомісячна сонячна радіація, кДж/м²·день | 7468             | 9935             | 12355            | 16434            | 20590            | 23741            | 24049            | 20939            | 17896            | 12639            | 9050             | 7126             |                  |
| --------------------------------------------- | ---------------- | ---------------- | ---------------- | ---------------- | ---------------- | ---------------- | ---------------- | ---------------- | ---------------- | ---------------- | ---------------- | ---------------- | ---------------- |
| Джерело:                                      |                  |                  |                  |                  |                  |                  |                  |                  |                  |                  |                  |                  |                  |